# Terminator Genisys
Terminator Genisys is een Amerikaanse sciencefictionfilm uit 2015, onder regie van Alan Taylor. De film is het vijfde deel uit de Terminator-filmreeks, met Arnold Schwarzenegger die terugkeert in de rol van de Terminator. De film werd geproduceerd door Skydance Productions. De film is volgens de tijdlijn een sequel op Terminator Salvation, maar wordt ook als een retcon beschouwd, aangezien het verleden zich niet volledig herhaalt.

## Verhaal
Het verhaal speelt zich af in het jaar 2029, wanneer al jarenlang een oorlog woedt tussen de menselijke rebellen en de machines van het A.I.-netwerk Skynet. De leider van de menselijke rebellen John Connor en zijn strijders dringen de kern binnen van Skynet voor het laatste offensief om Skynet uit te schakelen. Net voor de overwinning stuurt Skynet een T-800 Terminator met een tijdmachine naar het verleden. John en zijn mannen zien uit de computergegevens dat de T-800 naar 1984 is gestuurd om Johns moeder, Sarah Connor te doden om zo de toekomst te beïnvloeden.
John vraagt of iemand bereid is om ook naar 1984 te reizen met de tijdmachine, om zijn moeder te beschermen. Kyle Reese, een van Johns beste soldaten wil zich opofferen. Hij wordt teruggestuurd naar het verleden, en tijdens dit proces ziet hij dat John van achteren wordt aangevallen door een gecamoufleerde Terminator (later blijkt het Skynet in de vorm van een T-5000 te zijn). Het verleden wordt beïnvloed, want tijdens de reis heeft hij een flashback uit zijn jeugd uit 2017 van voor de apocalyps. Alles lijkt zich te herhalen, want de T-800 Terminator gaat naar drie punkers om hun kleding af te nemen. Dan komt een oude T-800 Terminator en er ontstaat een gevecht waarbij uiteindelijk de oude versie wint. Sarah Connor komt ook in beeld en helpt de oude Terminator mee met het uitschakelen van de nieuwe Terminator.
De oude T-800 is al in het jaar 1973 gestuurd en is geherprogrammeerd om Sarah te beschermen. Hierdoor is Sarah een ervaren strijder geworden die de hele toekomst al kent en weet wat haar te wachten staat. Kyle komt vlakbij ook in 1984 terecht en wordt achterna gezeten door een T-1000 vermomd als politieagent. Als Kyle geen kant meer op kan door de T-1000 schiet Sarah onverwachts te hulp om Kyle te redden van de T-1000. Er ontstaat een achtervolging en Kyle maakt ondertussen kennis met de oude Terminator. Kyle die van John een heel ander scenario te horen kreeg, weet niks van de oude Terminator. De oude Terminator zegt dat hij gestuurd is door iemand maar hij weet niet door wie, want die data blijken te zijn gewist. Ook heeft de oude T-800 van Sarah de naam Pops gekregen.
Als de T-1000 ook is uitgeschakeld onthullen Sarah en de oude Terminator (Pops) een zelfgebouwde tijdmachine, vergelijkbaar met die uit 2029. Om de toekomst te beïnvloeden wil Sarah naar 1997 reizen, de tijd dat de apocalyps plaatsvond. Kyle zegt dat de toekomst veranderd moet zijn, want hij herinnert zich dat Skynet in 2017 actief werd. Als ze in 2017 aankomen belanden ze midden op de snelweg, en worden opgevangen door de politie. Ze worden naar een plek gebracht waar ze worden behandeld aan hun verwondingen. Ook ontdekken ze dat alles wat Skynet moet zijn, de naam Genisys heeft gekregen.
Opeens verschijnt John Connor die Sarah en Kyle komt redden, maar buiten wacht de oude Terminator ze op en schiet op John. John blijkt een T-3000 Terminator te zijn als hij van de aanslag herstelt. Hiermee wordt duidelijk dat hij net voordat Kyle naar het verleden ging door de gecamoufleerde Terminator getransformeerd is in een T-3000. Als ze Genisys willen uitschakelen (wat later Skynet moet zijn) worden ze achterna gezeten door de T-3000 met het uiterlijk van John. De T-3000 lijkt het te winnen van de oude Terminator als ze op de basisplaats van Genisys zijn vlak bij de tijdmachine. Als de tijdmachine wordt geactiveerd sleurt de oude T-800 John mee in het magnetisch veld van de tijdmachine waardoor ze worden vernietigd. De T-3000 duwt de oude T-800 uit het magnetisch veld van tijdmachine en de T-3000 verdwijnt als alles wordt vernietigd.
Het gevaar van Genisys is bestreden. Vanaf nu kan Sarah zelf beslissen over de toekomst. Hoewel Sarahs gevoelens voor Kyle steeds terughoudend waren, blijkt ze toch iets voor hem te voelen. Na de aftiteling is de film nog niet volledig afgelopen, want in een kort filmpje daarna blijkt dat Genisys (Skynet) toch nog ergens actief is.

## Rolverdeling
| Acteur                | Personage                     |
| --------------------- | ----------------------------- |
| Arnold Schwarzenegger | Pops / The Terminator / T-800 |
| Jai Courtney          | Kyle Reese                    |
| Emilia Clarke         | Sarah Connor                  |
| Jason Clarke          | John Connor / T-3000          |
| J.K. Simmons          | Rechercheur O'Brien           |
| Matt Smith            | Skynet / Alex / T-5000        |
| Dayo Okeniyi          | Danny Dyson                   |
| Courtney B. Vance     | Miles Dyson                   |
| Lee Byung-hun         | Politieagent / T-1000         |
| Michael Gladis        | Luitenant Matias              |
| Sandrine Holt         | Rechercheur Cheung            |
| Gregory Alan Williams | Rechercheur Harding           |

## Productie
De rechten van een vijfde film waren in mei 2011 in handen gekomen van Skydance Productions. In juni 2013 maakte Arnold Schwarzenegger zelf bekend dat hij weer de rol van de Terminator op zich neemt. In september 2013 was Alan Taylor in onderhandeling voor de regie. De casting voor de overige belangrijke rollen was van november 2013 tot eind maart 2014. De opnames vonden plaats in New Orleans vanaf 21 april 2014, en werden afgerond op 6 augustus 2014 in San Francisco. Paramount Pictures distribueerde de film in de Verenigde Staten en Universal Pictures in onder meer Nederland. De eerste officiële trailer werd op 4 december 2014 uitgebracht.

## Muziek
De originele filmmuziek is gecomponeerd door Lorne Balfe. Hij verwerkte in zijn muziek ook "The Terminator Theme" van Brad Fiedel, componist van de eerste twee films. Deze muziek werd ook vrijgegeven op een soundtrackalbum. Overige muziek die niet op het album staat, maar wel zijn gebruikt in de film zijn: "I Wanna Be Sedated" van de Ramones, "Love Runs Out" van OneRepublic, "Bad Boys (theme From Cops)" van Inner Circle en "Fighting Shadows" van Jane Zhang (featuring Big Sean). Het laatstgenoemde nummer is wel uitgebracht op single.

## Trivia
- De titel 'Genisys' is een porte-manteauwoord dat afgeleid is van de woorden Genesis (ontstaan) en System (computerterm), oftewel het ontstaan van een nieuw (robot) systeem.
- De huid van de T-800 Terminator is niet synthetisch maar organisch, waardoor de huid van een beschadigde T-800 Terminator kan herstellen en ook veroudert.
- De film werd onder de valse naam 'Vista' opgenomen, met een knipoog naar de bekende zin uit Terminator 2: Judgment Day: 'Hasta la vista, baby!'
- Arnold Schwarzenegger ging zes maanden voor de opnames drie uur per dag naar de sportschool om dezelfde spieromtrek te krijgen als in zijn laatste film Terminator 3: Rise of the Machines.
- De scenarioschrijvers haalden hun voornaamste inspiratie uit de film Back to the Future Part II, waarin ook de toekomst wordt veranderd als iemand de geschiedenis uit het verleden verandert.